# Etiopienastrild
Etiopienastrild (Pytilia lineata) är en fågel i familjen astrilder inom ordningen tättingar.

## Utbredning och systematik
Fågeln förekommer i höglänta områden i västra och centrala Etiopien. Tidigare betraktades den som en underart till auroraastrild (P. phoenicoptera). Den behandlas som monotypisk, det vill säga att den inte delas in i några underarter.

## Status
IUCN kategoriserar den som livskraftig.